# 阿韋龍河
阿韋龍河（法語：Aveyron，法語發音：[aveʁɔ̃] ⓘ）是法國的河流，位於該國南部，屬於塔恩河的右支流，河道全長291公里，流域面積5,300平方公里，平均流量每秒57立方米，發源自塞韦拉克堡附近。

## 外部連結
- http://www.geoportail.fr （页面存档备份，存于）
- The Aveyron at the Sandre database （页面存档备份，存于）